# Kanton Auchel
Der Kanton Auchel ist seit 1985 ein französischer Kanton im Arrondissement Béthune, im Département Pas-de-Calais und in der Region Hauts-de-France; sein Hauptort ist Auchel.

## Gemeinden
Der Kanton besteht aus neun Gemeinden mit insgesamt 34.928 Einwohnern (Stand: 1. Januar 2022) auf einer Gesamtfläche von 58,72 km²:
| Gemeinde           | Einwohner 1. Januar 2022 | Fläche km² | Dichte Einw./km² | Code INSEE | Postleitzahl |
| ------------------ | ------------------------ | ---------- | ---------------- | ---------- | ------------ |
| Auchel             | 10.124                   | 6,00       | 1.687            | 62048      | 62260        |
| Calonne-Ricouart   | 5.416                    | 4,61       | 1.175            | 62194      | 62470        |
| Camblain-Châtelain | 1.766                    | 10,04      | 176              | 62197      | 62470        |
| Cauchy-à-la-Tour   | 2.645                    | 3,13       | 845              | 62217      | 62260        |
| Diéval             | 715                      | 12,00      | 60               | 62269      | 62460        |
| Divion             | 6.830                    | 10,96      | 623              | 62270      | 62460        |
| Lozinghem          | 1.271                    | 2,15       | 591              | 62532      | 62540        |
| Marles-les-Mines   | 5.437                    | 4,55       | 1.195            | 62555      | 62540        |
| Ourton             | 724                      | 5,28       | 137              | 62642      | 62460        |
| Kanton Auchel      | 34.928                   | 58,72      | 595              | 6205       | –            |

Bis zur Neuordnung bestand der Kanton Auchel aus den 10 Gemeinden Ames, Amettes, Auchel, Burbure, Cauchy-à-la-Tour, Ecquedecques, Ferfay, Lespesses, Lières und Lozinghem. Sein Zuschnitt entsprach einer Fläche von 39,99 km2. 